# Герб Менського району
Герб Ме́нського райо́ну — офіційний символ Менського району Чернігівської області, затверджений у березні 2007 року за проектом головного архітектора району Андрія Ющенка.

## Опис
Гербовий щит має форму чотирикутника з півколом в основі. На пурпуровому полі покладені навхрест срібні стріла та шабля вістрями донизу. Над ними золота восьмикінцева зірка, під ними — золотий півмісяць ріжками вгору.
Щит обрамляє широка смуга, розсічена на срібну і зелену. Ці кольори є в прапорі Чернігівській області.
За основу взято герб Менської сотні XVIII століття і використані елементи з печатки Менського сотника Гната Сахновського. Восьмикутна зірка несе подвійне символічне навантаження: військову відвагу і мирний (духовний) подвиг. У християнстві восьмикутна зірка є знаком Богородиці. З зображенням півмісяця пов'язана сутність назви Менського району. У назві «Мена» розкривається зв'язок з міфологічним образом Місяця. Грецьке «меніскос» — місячне півколо, серп. З Місяцем пов'язують всі обмінні процеси в природі. Щит обрамляє золотий вінок пшеничних колосків, переплетений листям і квіткою картоплі. Цим підкреслюють спеціалізацію району з виробництва сільськогосподарської продукції.